# Pediobius longisetosus
Pediobius longisetosus är en stekelart som beskrevs av Kerrich 1973. Pediobius longisetosus ingår i släktet Pediobius och familjen finglanssteklar.
Artens utbredningsområde är Vanuatu. Inga underarter finns listade i Catalogue of Life.